# Gonomyia reclinata
Gonomyia reclinata là một loài ruồi trong họ Limoniidae. Chúng phân bố ở miền Australasia.